# Jinhai Lake (metrostation)
Jinhai Lake (金海湖; pinyin: Jīnhǎi Hú) is een station van de metro van Shanghai, gelegen in het district Fengxian. Het station werd geopend op 30 december 2018 en is onderdeel van de zuidelijke verlenging van de hoofdlijn van lijn 5.
Het station is gelegen aan de kruising van Wangyuan Road en Jinhai Highway. Het is een ondergronds station met een eilandperron tussen de twee sporen. Het station is toegankelijk met drie ingangen op straatniveau. 
Ten noorden van het station maakt het metrotraject een bocht naar het westen. In dit oost-west-gelegen trajectdeel liggen twee stations. Vervolgens draait de lijn terug naar het noorden om het verdere traject te volgen richting stadscentrum.
Het metrostation geeft toegang tot het recreatiegebied Jinhai Lake en het Fengxian Museum.
Xinzhuang · Chunshen Road · Yindu Road · Zhuanqiao · Beiqiao · Jianchuan Road · Dongchuan Road · Jiangchuan Road · Xidu · Xiaotang · Fengpu Avenue · Huanchengdong Road · Wangyuan Road · Jinhai Lake · Fengxian Xincheng · zijtak: Dongchuan Road · Jinping Road · Huaning Road · Wenjing Road · Minhang Development Zone

Lijnen van de metro van Shanghai: 1 · 2 · 3 · 4 · 5 · 6 · 7 · 8 · 9 · 10 · 11 · 12 · 13 · 14 · 15 · 16 · 17 · 18 · Pujiang Line